# Anthrax anthrax
Sotsvävfluga, Anthrax anthrax, är en tvåvingeart som först beskrevs av Franz Paula von Schrank 1781. Arten kan bli upp till 10mm lång och är lättast igenkänd tack vare dess fyra vita fläckor på bakkroppen. Dens larver äter murarbi-larver som lagts i hål i död ved. Sotsvävflugan ingår i släktet Anthrax och familjen svävflugor. Arten är reproducerande i Sverige. Inga underarter finns listade i Catalogue of Life.

## Bildgalleri

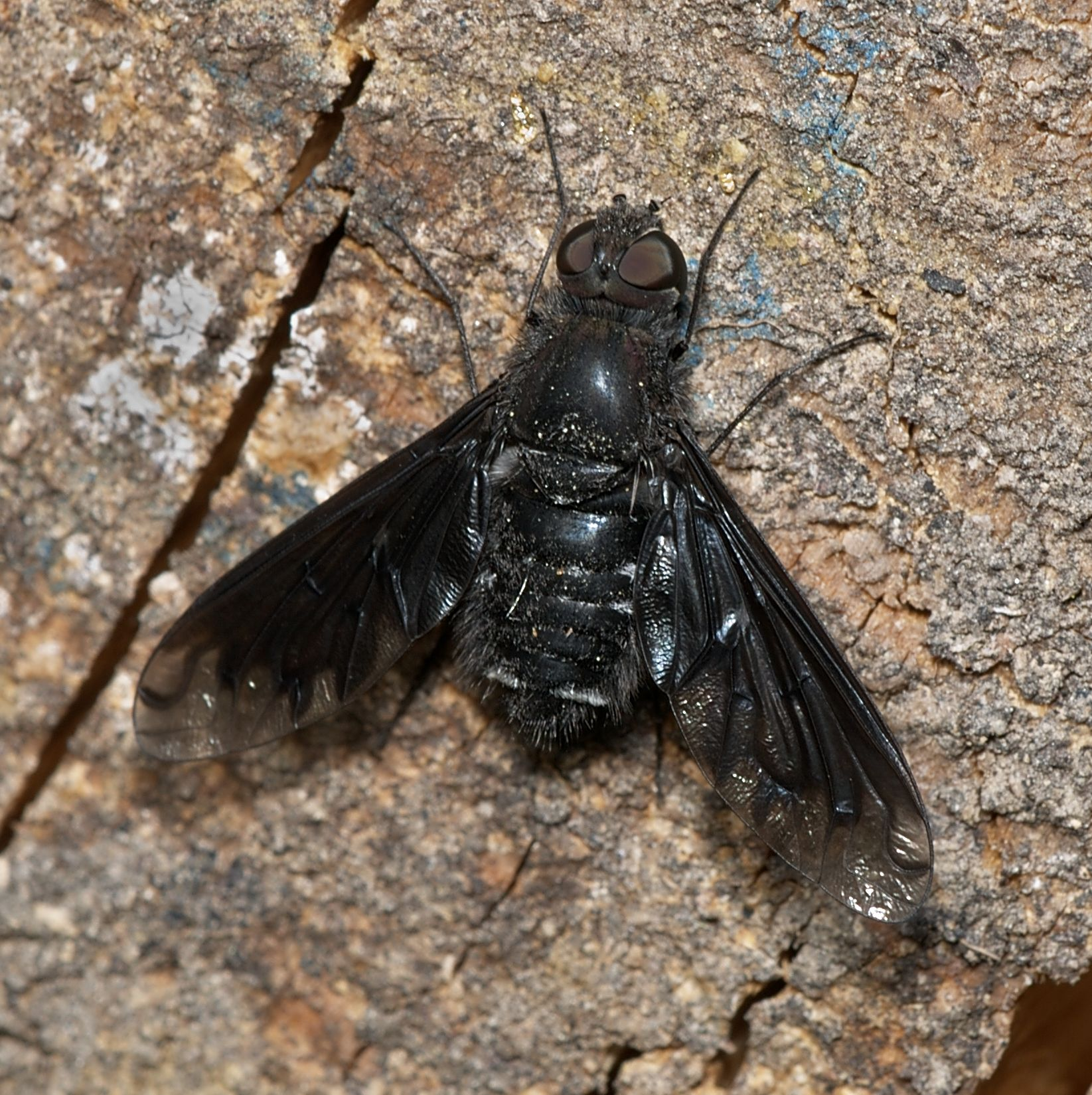
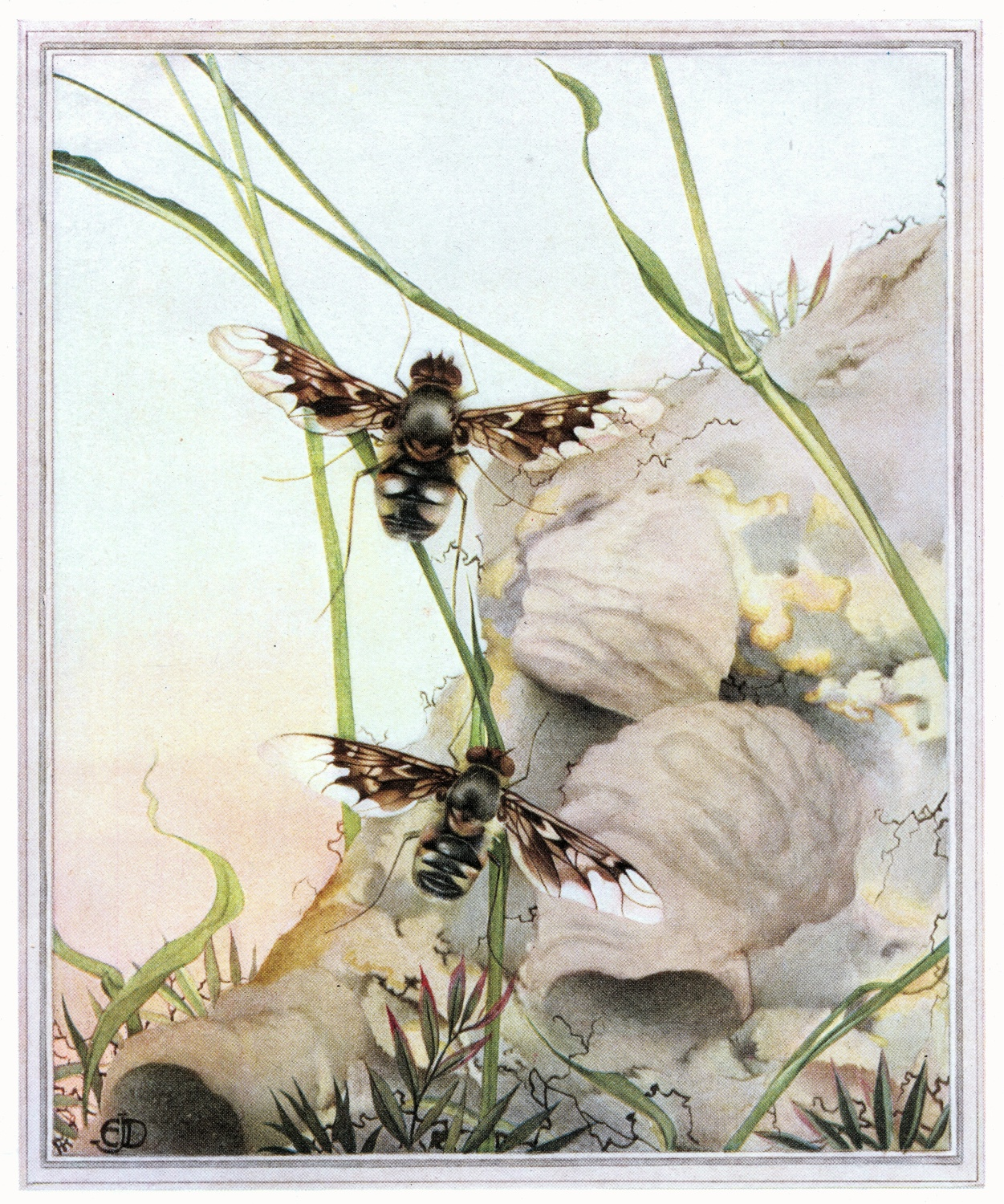